# Abd Allah al-Baluszi
Abd Allah al-Baluszi (arab. ‏عبد الله البلوشي‎; ur. 16 lutego 1960 w Kuwejcie) – piłkarz z Kuwejtu, reprezentant kraju. Był w kadrze na Mistrzostwach Świata 1982 w Hiszpanii.
Karierę reprezentacyjną rozpoczął w 1980. Uczestnik Igrzysk Olimpijskich 1980. W 1982 został powołany przez trenera Carlosa Alberto Parreirę na Mistrzostwa Świata 1982, gdzie reprezentacja Kuwejtu odpadła w fazie grupowej. Karierę zakończył w 1986. W sumie wystąpił w 26 spotkaniach i strzelił 1 bramkę.